# Galina Minaičeva
Galina Jakovlevna Minaičeva (in russo Галина Яковлевна Минаичева?; Mosca, 29 dicembre 1929 – Mosca, 28 gennaio 2025) è stata una ginnasta sovietica.

## Palmarès

### Olimpiadi
- Oro a Helsinki 1952 nel concorso a squadre.
- Argento a Helsinki 1952 negli attrezzi a squadre.
- Bronzo a Helsinki 1952 nel volteggio.

### Mondiali
- Oro a Roma 1954 nel concorso a squadre.